# فاطمة العبد الله
فاطمة العبد الله (16 أكتوبر 1977 -)، ممثلة وإعلامية كويتية.

## عن حياتها
خريجة جامعة الكويت بتخصص العلوم السياسية، وكانت بدايتها الإعلامية كمقدمة برامج في تلفزيون الكويت عام 2007، إلا أن المنتج والممثل نايف الراشد رشحها للمشاركة كممثلة بدور في مسلسل «شر النفوس» عام 2008 ثم واصلت العمل الفني في التمثيل والتقديم، وهي شقيقة الفنان حسين العبد الله،

### حياتها الأسرية
تزوجت عدة مرات المرة الأولى من والد ابنها الأكبر فواز، وبعد أنفصالها تزوجت من المصور والمذيع «رائد الماجد» وانجبت منه إلا إنها انفصلت عنه في عام 2010، وفي عام 2013 خطبت للضابط «حمد الكندري» وتزوجا في 14 فبراير 2014.

### تقديم البرامج
قدمت عدة مرات في أكثر من قناة ومن البرامج الذي قدمتها، برنامج «مساء الخير يا كويت» في فترة من الفترات على تلفزيون الكويت، وقامت بعام 2008 بتقديم برنامج «عيدكم مبارك» مع شقيقها حسين العبد الله على قناة سكوب وقامت بتقديم برنامج «بيتي» والذي بث على ذات القناة، وفي عام 2012 اتجهت إلى العمل في قناة فنون وقدمت برنامجي «ميلاد نجم» بموسمه الثاني  وفي ذات القناة قدمت بعام 2013 برنامج «مشوار» بشهر رمضان، ومع عودتها لقناة سكوب بنهاية عام 2013 قامت بتقديم برنامج «الساعة الثامنة» بمشاركة شقيقها حسين العبد الله.

## أعمالها

### من المسلسلات
| سنة الإنتاج | اسم المسلسل                                             | بمشاركة                                                                                    |
| ----------- | ------------------------------------------------------- | ------------------------------------------------------------------------------------------ |
| 2008        | دار الهوا                                               | أحمد مساعد، علي جمعة، بدرية أحمد، إبراهيم الزدجالي، منى عبد المجيد، مشاعل الزنكوي          |
| 2008        | شر النفوس                                               | سعد الفرج، أسمهان توفيق، نايف الراشد، أمل عباس، هبة الدري، أمل العوضي                      |
| 2008        | الساكنات في قلوبنا حلقات منفصلة، جزئين، الثاني عام 2009 | مجموعة من الممثلين                                                                         |
| 2009        | شر النفوس 2                                             | سعد الفرج، أسمهان توفيق، نايف الراشد، أمل عباس، غرور                                       |
| 2010        | صعب المنال                                              | حسين المنصور، إبراهيم الزدجالي، حمد العماني، شهد الياسين، أمل عباس                         |
| 2011        | الجليب                                                  | حياة الفهد، علي السبع، صلاح الملا، باسمة حمادة، خالد البريكي، هند البلوشي                  |
| 2011        | جفنات العنب                                             | هيفاء عادل، جاسم النبهان، يعقوب عبد الله، سلمى سالم، شيماء علي، مروة محمد                  |
| 2011        | باب الفرج                                               | علي جمعة، إلهام الفضالة                                                                    |
| 2012        | الثمن                                                   | عبد العزيز المسلم، صلاح الملا، ليلى السلمان، منى شداد، لمياء طارق، مشاري البلام، شيماء علي |
| 2012        | إنت عمري                                                | عبد العزيز المسلم، باسمة حمادة، حسين المنصور، يعقوب عبد الله، أحمد إيراج، هبة الدري        |
| 2012        | هوامير الصحراء - الجزء الرابع                           | أحمد الصالح، سعد خضر، ريم عبد الله، أمل العوضي، عبد الله العامر، أميرة محمد                |
| 2013        | الناس أجناس - الجزء الثاني                              | سعد الفرج، مريم الصالح، محمد المنصور، محمد جابر، أحمد الصالح                               |

### من المسرحيات
| سنة الإنتاج | اسم المسرحية       | بمشاركة                  |
| ----------- | ------------------ | ------------------------ |
| 2011        | abc 123 عرض الكويت | باسمة حمادة، هيا الشعيبي |

## روابط خارجية
- فاطمة العبد الله على موقع قاعدة بيانات الأفلام العربية